# Elmer Bennett
Pour les articles homonymes, voir Bennett.
Elmer Bennett, né le 13 février 1970 à Evanston dans l'Illinois, est un joueur américain de basket-ball. Il évolue durant sa carrière au poste de meneur.

## Palmarès
- Champion CBA 1997
- MVP des playoffs de la Liga ACB 2001-2002
- Vainqueur de l'EuroChallenge 2006